# Cymbalaria muralis

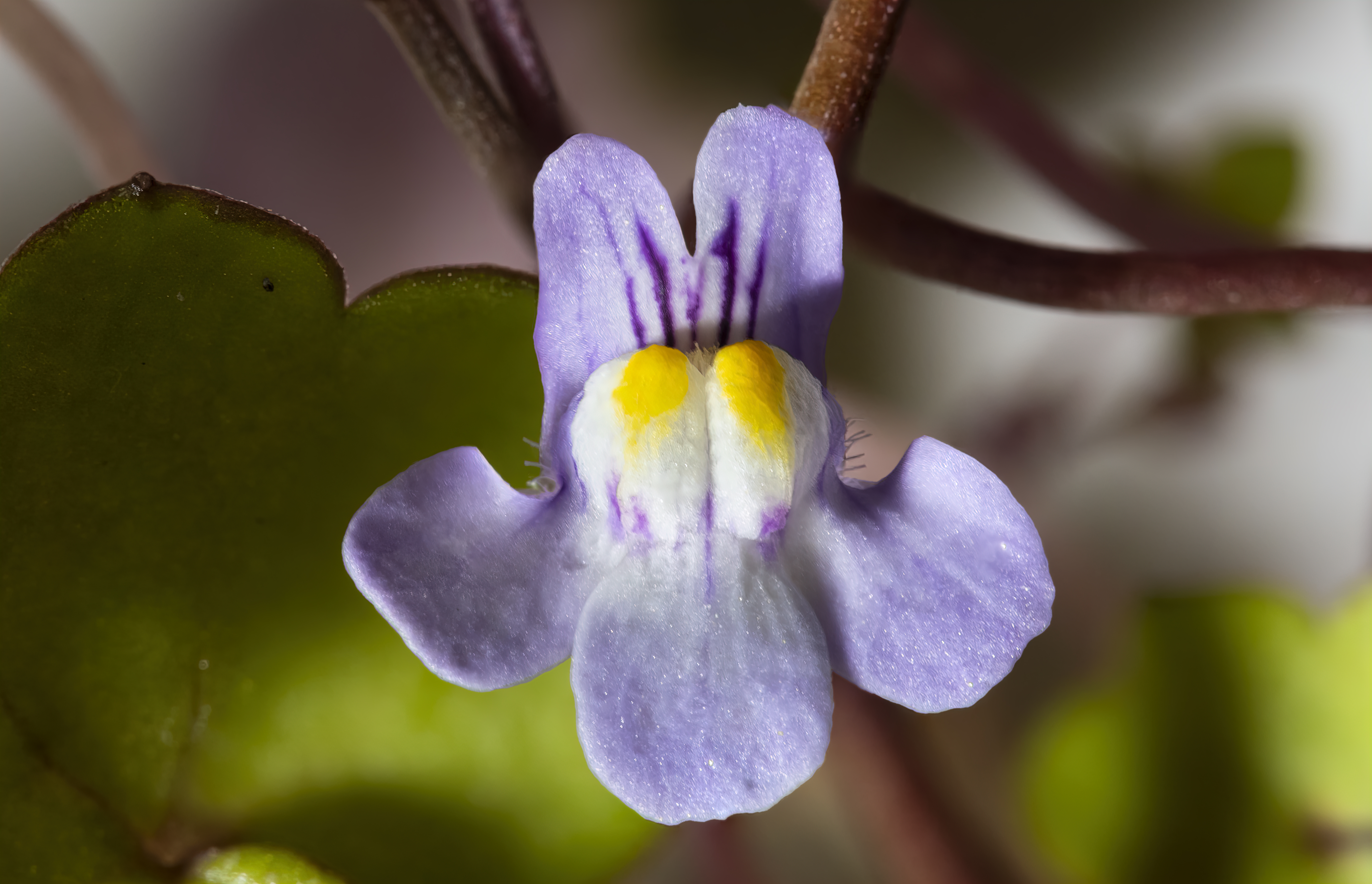
floare

Cymbalaria muralis este o plantă cu flori nativă Europei mediteraneene și naturalizată pe scară largă în alte părți.

## Descriere și habitat
Se răspândește rapid, crește până la 5 cm înălțime, de obicei în crevase pe stânci și ziduri și de-a lungul potecilor. Frunzele sunt veșnic verzi, rotunjite, în formă de inimă, de 2,5-5 cm lungime și lățime, cu 3-7 lobi, alternative pe tulpini subțiri. Florile sunt foarte mici, dar distincte, asemănătoare ca formă cu cele de gura-leului. Perioada de înflorire durează din mai până în septembrie.

## Reproducere
Această plantă are un mod neobișnuit de propagare. Pedunculul este inițial pozitiv fototropic și se mută spre lumină. După fertilizare, acesta devine negativ fototropic și se mută departe de lumină. Acest lucru face ca semințele să fie împinse în crăpăturile întunecate din pereți de piatră, unde șansele de germinare sunt mai mari.

## Răspândire
Cymbalaria muralis este originară din sudul și sud-vestul Europei, Alpii de Sud, estul fostei Iugoslavii, sudul Italiei și Sicilia. S-a răspândit în întreaga lume ca plantă invazivă, inclusiv în Statele Unite, Insulele Britanice, Australia și Noua Zeelandă.